# Muriel Iglesias
Muriel Iglesias – francuska judoczka. Brązowa medalistka mistrzostw Europy w 1979. Mistrzyni Francji w 1979 roku.